# Ridha Ben Mosbah
Ridha Ben Mosbah (arabe : رضا بن مصباح), de son nom complet Mohamed Ridha Ben Mosbah, né le 8 avril 1954 à Menzel Hayet, est un homme politique tunisien.

## Biographie
Ben Mosbah obtient un diplôme d'ingénieur civil de l'École des mines de Paris en 1979 et un certificat en analyses de projets industriels de l'Institut de développement économique de la Banque mondiale en 1981. Il entame sa carrière professionnelle en 1979 à la Banque de développement économique de Tunisie (BDET) en qualité d'analyste de projets industriels. En 1984, il quitte ce poste et intègre la Compagnie des phosphates de Gafsa (CPG) où il devient coordinateur de projets d'assistance technique et de restructuration industrielle. De 1992 à 1998, il est directeur central de l'informatique et de l'organisation à la BDET.
Par la suite, il devient chargé de mission au cabinet du ministre de l'Industrie Moncef Ben Abdallah, poste qu'il occupe jusqu'en 2000. Cette même année, il est nommé directeur général des stratégies industrielles au ministère de l'Industrie et de l'Énergie, poste qu'il occupe jusqu'en 2001. Puis, succédant à Slim Tlatli, il devient directeur général du bureau de mise à niveau dans le même département, poste qu'il occupe de 2001 à 2004.
En novembre 2004, il est désigné secrétaire d'État auprès du ministre de l'Industrie, de l'Énergie et des PME chargé de l'Énergie renouvelable et des Industries alimentaires puis, en janvier 2007, secrétaire d'État auprès du ministre de l'Enseignement supérieur et de la Recherche scientifique chargé de la recherche scientifique et de la technologie. Il quitte ce poste le 9 juin 2008, lorsqu'il est nommé PDG du Groupe chimique tunisien (GCT) et de la CPG.
Le 10 juin 2009, le président Zine el-Abidine Ben Ali le nomme ministre du Commerce et de l'Artisanat ; il succède ainsi à Ridha Touiti et se voit remplacé par Mohamed Fadhel Zrelli à la tête du GCT et de la CPG. Il quitte le gouvernement lors du remaniement du 29 décembre 2010. En mars 2011, il est nommé PDG de la Société tunisienne de l'électricité et du gaz, poste qu'il occupe jusqu'en janvier 2013.
En septembre 2018, il est nommé ambassadeur de Tunisie en Belgique. Le 16 janvier 2021, son nom est cité comme potentiel ministre de l'Industrie et des PME dans le cadre d'un remaniement ministériel.
Il est marié et père de trois enfants.

## Décorations
- Officier de l'ordre de la République[3].